# WISE 0855–0714
WISE 0855–0714 (повне позначення WISE J085510.83–071442.5) — коричневий карлик у сузір'ї Гідра, що перебуває на відстані 7,27 світлового року від Сонця.

## Загальна характеристика
Об'єкт WISE 0855–0714 був відкритий Кевіном Луманом в 2014 році за даними інфрачервоного телескопа WISE. Наразі це 4-та за відстанню від Землі зоряна система (після α Центавра, зорі Барнарда і системи Луман 16). Також він є найхолоднішим об'єктом подібного типу в міжзоряному просторі: за оцінками, температура становить 225…260 кельвінів (від −48 до −13 °C).

## Історія

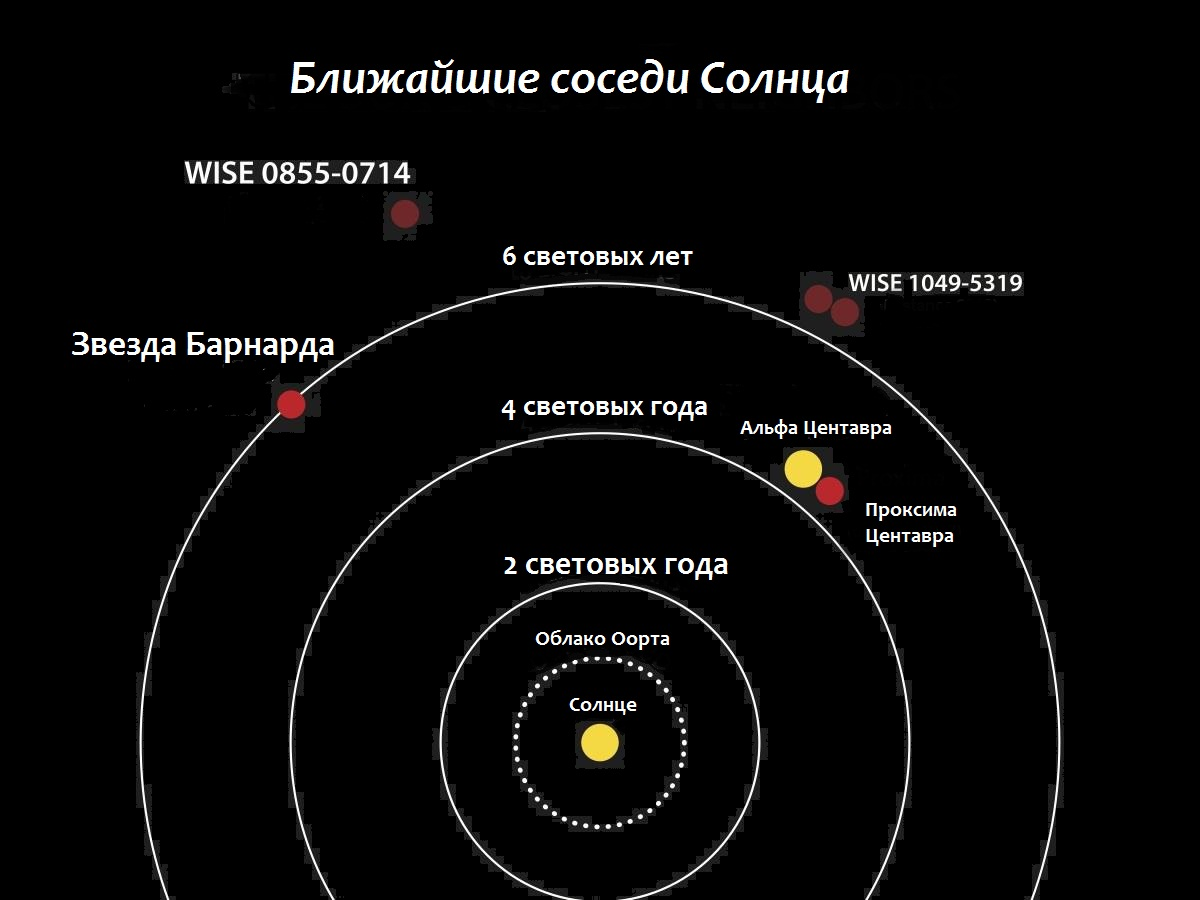
Найближче оточення Сонця.

WISE 0855–0714 був виявлений у березні 2013 року, а пізніше за ним велися спостереження за допомогою космічного телескопа Спітцер і телескопа Джеміні-Північ Обсерваторії Джеміні. Назва WISE J085510.83–071442.5 містить координати на небесній сфері. Спираючись на безпосередні спостереження, вдалося вирахувати паралакс і, відповідно, відстань до об'єкта.

## Класифікація
Згідно з рішенням МАС, в об'єктах масою понад 12,57MЮп, має відбуватися термоядерного синтезу за участі дейтерію, тобто, вони належать до класу коричневих карликів. Тіла меншої маси є субкоричневими карликами чи навіть планетами. В останньому разі WISE 0855–0714 можна було б зарахувати до класу планет-сиріт.

## Властивості
Ґрунтуючись на світності, масі й відстані об'єкта від Землі, астрономи визначили ефективну температуру WISE 0855–0714 у 225—260 K (близько −30 °C). Першовідкривачі віднесли його до спектрального класу Y. Виходячи з невдалої спроби виявлення WISE 0855—0714 8-метровим телескопом VLT (у травні 2014 року) було зроблено висновок, що він холодніший 250 K.
Вік WISE 0855–0714 оцінюється в широкому діапазоні 1—10 мільярдів років, що типово для зір з оточення Сонця.
Початково паралакс оцінили в 454 ±45 mas, що відповідало відстані 7,175 світлових років від Сонця. Згодом значення паралакса було уточнено — 448 ±32 mas (7,27 світлового року). Також уточнили власний рух об'єкта — з 8,1 ± 0,1 до 8,072 ± 0,026 кутових секунд.

## Відкриття водяних хмар
Астрономи повідомили про водяні хмари на WISE 0855–0714. Це перше за всю історію спостережень повідомлення про водяні хмари за межами Сонячної системи.